# Холи Крос (Аљаска)
Холи Крос (енгл. Holy Cross) град је у америчкој савезној држави Аљаска.

## Демографија
По попису из 2010. године број становника је 178, што је 49 (-21,6%) становника мање него 2000. године.
| Група             | 2000.    | 2010.    |
| Белци             | 8 (3,5%) | 8 (4,5%) |
| Афроамериканци    | 0 (0,0%) | 0 (0,0%) |
| Азијати           | 0 (0,0%) | 0 (0,0%) |
| Хиспаноамериканци | 0 (0,0%) | 0 (0,0%) |
| Укупно            | 227      | 178      |